# Трой Краудер
Трой Краудер (англ. Troy Crowder, нар. 3 травня 1968, Садбері) — колишній канадський хокеїст, що грав на позиції крайнього нападника.

## Ігрова кар'єра
Професійну хокейну кар'єру розпочав 1987 року.
1986 року був обраний на драфті НХЛ під 108-м загальним номером командою «Нью-Джерсі Девілс». 
Протягом професійної клубної ігрової кар'єри, що тривала 11 років, захищав кольори команд «Ванкувер Канакс», «Лос-Анджелес Кінгс», «Детройт Ред-Вінгс» та «Нью-Джерсі Девілс».

## Статистика НХЛ
|                  | Сезони | І   | Г | П | О  | ШХ  |
| ---------------- | ------ | --- | - | - | -- | --- |
| Регулярний сезон | 5      | 150 | 9 | 7 | 16 | 433 |
| Плей-оф          | 2      | 4   | 0 | 0 | 0  | 22  |